# Assur-nadin-shumi
Assur-nadin-shumi était un prince assyrien, fils aîné de Sennacherib. Il fut nommé roi de Babylone de 699 à 694 av. J.-C. par son père.
Prenant la place de Bel-ibni, son règne connaît quelques années de paix, puis il doit faire face aux menaces du nouveau roi d'Élam Hallushu-Inshushinak. Ce dernier avance en Babylonie, conquiert la ville de Sippar et atteint rapidement la capitale. Assur-nadin-shumi est alors renversé en octobre 694 par des Babyloniens qui le livrent au roi d'Élam qui l'emmène dans son pays, où il est probablement exécuté.